# Пригоди української літератури
Книга Пригоди української літератури Ростислава Семківа - це захоплива подорож в історію української літератури від Сковороди до Жадана та метамодерну, в якій автор пропонує доволі незвичний погляд  як на найпотужніші твори української літератури останніх двох із гаком століть, так і на літературні стилі і напрями загалом. Книга року BBC-2023 Есеїстика.
Книга відкриває по-новому головних українських письменників, що говорили потрібні речі, але говорили вміючи  сказати.
Книжка наголошує на тому, що українська література дуже різноманітна, та показує її в контексті європейських літератур, тому що зв'язки з європейськими літературами  в українських митців завжди були сильніші, ніж з російською літературою, і наші письменники завжди цікавились тим, що відбувається в Європі й ментально були частиною Європи.
Нагороди та чарти:
- Книга року BBC-2023 Есеїстика.
- Найкращі українські книжки 2023 року за версією ПЕН - Гуманітаристика.[3]

Доречність проведення книжкової премії під час війни Світлана Пиркало, культурна радниця ЄБРР, член журі конкурсу Книга року ВВС, обгрунтовує тяглістю традиції слова-зброї українських митців. Понад століття тому Леся Українка пророкувала: «Може, в руках невідомих братів станеш ти кращим мечем на катів».

#### Критика та відгуки:
Роксана Харчук відзначає декларацію нового дихання біографічного методу літературознавчих досліджень у книжці «Пригоди української літератури». Ростислав Семків уточнює пропозицію Марка Павлишина надавати в літературному каноні перевагу текстові перед особою автора, творчості над біографією. Ростислав Семків пропонує їхнє об’єднання,  коли, як зауважує Олена Галета у книжці «Нова словесність: українська література в антропологічній перспективі» (2023), «творчість постає невід’ємною частиною життєвого досвіду». І хоча для модерністів біографічний метод, який вийшов із романтизму, не був переконливим, - в основі будь-якої інтерпретації лежать тексти і факти, лише знання контексту робить інтерпретацію вірогідною. Ліквідація 223 українських письменників у часи сталінських репресій − серйозний аргумент на користь біографічного методу.
Віра Агеєва, член журі конкурсу і професорка Києво-Могилянської академії, зазначила,  що автор долає затяжну хворобу нудного й заакадемізованого літературознавства, змішує історію літератури з пригодницьким жанром.